# منزل عبد المحمد حق نكهدار
منزل عبد المحمد حق نغهدار (بالفارسية: خانه عبدالمحمد حق نگهدار) هو منزل تاريخي يعود إلى عصر القاجاريون، ويقع في شيراز.